# The Sheltering Sky
The Sheltering Sky és una pel·lícula britanicoitaliana de Bernardo Bertolucci, estrenada el 1990.

## Argument
El 1947, tres rics intel·lectuals americans, Port i Kit Moresby i el seu amic George Tunner, desembarquen a Tànger amb la intenció de travessar el Sàhara. Port és un compositor desencantat; Kit una autora dramàtica, més optimista però també més fràgil. La seva parella travessa una crisi dolorosa. Pensen que l'aventura del Sàhara els pot aportar l'oxigen que els manca.
Quant a Tunner, és un home de món, preocupat sobretot de seduir la bonica Kit. Port sospita una relació entre Kit i Tunner. Les seves relacions es degraden, plenes de desconfiança; el trio manté tèrboles relacions. La trobada amb Mrs. Lyle, anglesa excèntrica que redacta guies turístiques, i del seu fill Eric, noi gras i malsà, apressarà la seva sortida cap al sud.
Port s'aprofita del Mercedes dels anglesos, mentre que Kit marxa amb tren amb Tunner. Durant el viatge, es fa la seva amant. Les condicions de viatge es fan cada vegada més penoses i estranys malestars assalten Port. Després de desfer-se de Tunner, Port porta Kit a El Ga'a. Però el seu estat empitjora i és transportat al fort francès on un metge l'aïlla: té el tifus.
Després d'haver ajudat Port en la seva lenta agonia, Kit, rosegada per un intens sentiment de culpabilitat, surt sola cap al desert. Belqassim, un jove cap tuareg, la porta en la seva caravana, s'apassiona per ella i una vegada al seu poble, l'amaga a la casa familiar. Però, la gelosia de les altres esposes força Kit a fugir de nou, disfressada d'àrab, fins que els diners francesos que té la traeixen. Repatriada a Tànger, Kit, muda, embajanida, és conduïda per Miss Ferry a l'hotel on l'espera Tunner. Desbaratant la vigilància de la seva companya, Kit s'escapa per tornar al cafè on els agradava anar al començament del seu viatge, on hi troba un vell home testimoni de la seva història.

## Repartiment
- Debra Winger: Kit Moresby
- John Malkovich: Port Moresby
- Campbell Scott: George Tunner
- Jill Bennett: Mrs. Lyle
- Timothy Spall: Eric Lyle
- Eric Vu-An: Belqassim
- Amina Annabi: Mahrnia
- Philippe Morier-Genoud: capità Broussard
- Sotigui Kouyaté: Abdelkader
- Tom Novembre: oficial francès
- Nicoletta Braschi: dona francesa
- Veronica Lazăr: Nun

## Premis i nominacions

### Premis
- 1991: BAFTA a la millor fotografia per a Vittorio Storaro
- 1991: Globus d'Or a la millor banda sonora original per a Ryūichi Sakamoto i Richard Horowitz

### Nominacions
- BAFTA al millor disseny de producció per a Gianni Silvestri
- Globus d'Or al millor director per a Bernardo Bertolucci